# Etiqueta sobre la mesa en la India
La etiqueta sobre la mesa en la India es el conjunto de normas de comportamiento durante las comidas que se practican en la India y que son sumamente importantes. Estas normas se llevan a cabo tanto en las casas como en los restaurantes, durante los intervalos de servir las comidas.
Las costumbres de ingerir ciertos alimentos forma parte de una etiqueta arraigada en las costumbres de la India. Se puede decir que los indios de forma tradicional no emplean cubertería para comer muchos de sus alimentos —tales como panes indios y currys— casi todos ellos se sirven a mano. Existe una historia muy celebrada en la India, que dice que en una visita del Sah de Irán, este quedó impresionado cuando los clientes le hacían ver que comer con cuchara y tenedor era como hacer el amor mediante un intérprete. Sin embargo, las cucharas y los tenedores se emplean ocasionalmente en los platos comunales, sobre todo cuando se considera muy rudo tocar la comida de los otros.

## Comer con las manos
Los indios suelen comer con las manos y tienen diversas explicaciones para hacer esto: consideran que la comida es divina y es necesario disfrutar de ella no solo con los sentidos del gusto, sino también con los del olfato, la vista y el tacto. Comer con las manos es una técnica considerada higiénica y limpia cuando se hace de manera correcta, es decir: cuando se presta atención a las uñas bien cortas, en la India se considera poco higiénico las uñas largas (que utilizan los sadhus y otros ascetas).
La comida debería ser recogida durante la ingesta con los dedos y llevada a directamente a la boca. En el norte de la India, cuando se come curry, el gravy no debe fluir por los dedos. Sin embargo, en el sur de la India es aceptable esta costumbre.
Cuando se comen algunos panes como el chapati, el roti, o el naan con la comida, es aceptable esperar usar cubertería para tomar ciertos alimentos. La regla general es emplear la mano derecha para comer y nunca la mano izquierda. La mano izquierda es considerada siempre como una mano impura (es la que se usa exclusivamente para limpiarse el ano con agua después de defecar), y por esta razón el uso de la mano izquierda para comer es considerado vulgar y poco educado. Sin embargo es considerado aceptable el empleo de la mano izquierda en uso de cucharas/cuchillo en el plato.
Algunos puristas señalan que el dedo índice de la mano derecha también es impuro y se debe evitar tocar la comida con él.

## Contaminación con saliva
En India existe el concepto de uchchishtam; este puede hacer referencia a un trozo de alimento, utensilio o platos en los que se sirve la comida, que ha estado en contacto con la boca de alguna persona, o saliva o el plato mientras se ingieren alimentos, algo que en forma directa o indirecta ha estado en contacto con la saliva de una persona. También puede hacer referencia a sobras de alimentos. Está considerado muy grosero y poco higiénico ofrecerle a alguien comida contaminada con saliva. Sin embargo, no es raro que en la India los esposos o amigos muy cercanos o familiares, se ofrezcan entre sí alimentos que podrían estar contaminados con saliva y en ese contexto no es considerado una falta de etiqueta. En algunas ocasiones, como en la primera comida de los recién casados, compartir la comida de los platillos de cada uno se puede considerar como un símbolo de intimidad.